# Contract de transport
Contractul de transport este un contract prin care o persoană se angajează pentru un preț, sa transporte unei alte persoane, de la un loc la altul, pe uscat, pe canale, pe lacuri sau pe râuri navigabile, pasageri sau bunuri , și să le livreze la persoana care i se indică.

## Personajele implicate într-un contract de transport
- Purtător, transportator, cărăuș (pe uscat) / Patron, barcagiu (pe apă): Este personajul contractant al acestei obligații (de a transporta).
- Încărcător, expeditor, trimițător sau consignator: Este acel personaj care, în cont propriu sau în contul altcuiva, încredințează spre transportare bunuri (persoane sau marfă) de transportat, unui transportator.
- Consignatar sau destinatar: este personajul căruia i se trimit bunurile de transportat. O aceeași persoană poate fi atât expeditor cat și destinatar..

## Caracteristici ale contractului de transport
- Este un "contract tipic": este reglementat prin lege.
- Este un contract nominalizat: are un nume special.
- Este un contract bilateral: obligă atât pe expeditor cât și de transportator.
- Este un contract consensual: pentru perfectare este suficient simplul consimțământ al părților.
- Este un contract cu titlu oneros: ambele părți percep utilitatea acestei acțiuni și fiecare parte se implica spre beneficiul celuilalt.
- Este un contract comutativ: obligațiile reciproce ale părților sunt considerate ca fiind echivalente.
- Acesta este un contract principal: subzistă prin sine însuși, fără a fi nevoie de altul.

## Efectele contractului de transport

### Drepturile și obligațiile companiei încărcătoare
- Să livreze transportatorului, marfa convenită.
- Să furnizeze documentația necesara.
- Să plătească taxele si/sau costurile de transport de marfă convenite.
- Asigurare din partea contractantului

#### Drepturile companiei încărcătoare
- Dreptul la executarea prestației convenite cu transportatorul
- Dreptul de a lăsa fără efect contractul.
- Dreptul de preferință

### Obligațiilor transportatorului
- Efectuarea cursei de transport convenite
- Protejarea și conservarea încărcăturii ce i-a fost încredințată.
- Livrarea respectivei mărfi la destinatar.
- Transportul propriu-zis.

#### Drepturile transportatorului
- Dreptul de a încasa prețul transportului în sine, și al costurilor de transport, convenite.

### Obligațiile destinatarului
- Eliberarea de factură pentru primirea bunurilor
- Efectuarea plății transportorului pentru transportul in sine și pentru costurile adiacente suportate.